# Le roi boit (Jordaens, Bruxelles)
Pour les articles homonymes, voir Le roi boit.
Le roi boit est un tableau réalisé en 1640 par le peintre flamand Jacob Jordaens. Cette huile sur toile est une scène de genre qui représente une famille célébrant la fête des Rois à l'instant où celui qui a été couronné porte un verre d'alcool à sa bouche et que ses sujets poussent dès lors le cri attendu : « Le roi boit ! ». L'œuvre est conservée aux musées royaux des Beaux-Arts de Belgique, à Bruxelles, depuis son acquisition en 1990.